# Rubi Pronk

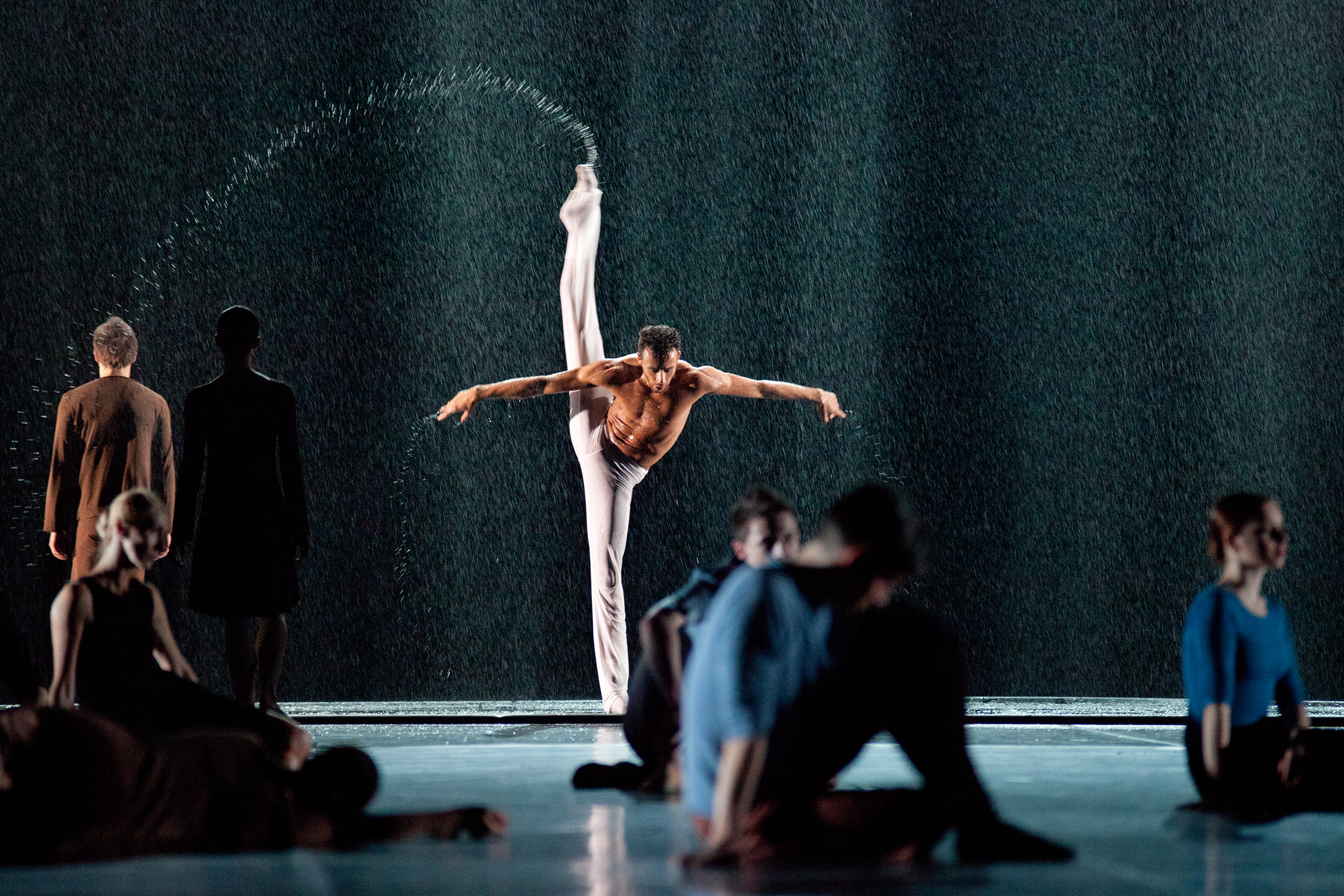
Rubi Pronk i Polski Balet Narodowy w balecie Krzysztofa Pastora I przejdą deszcze…

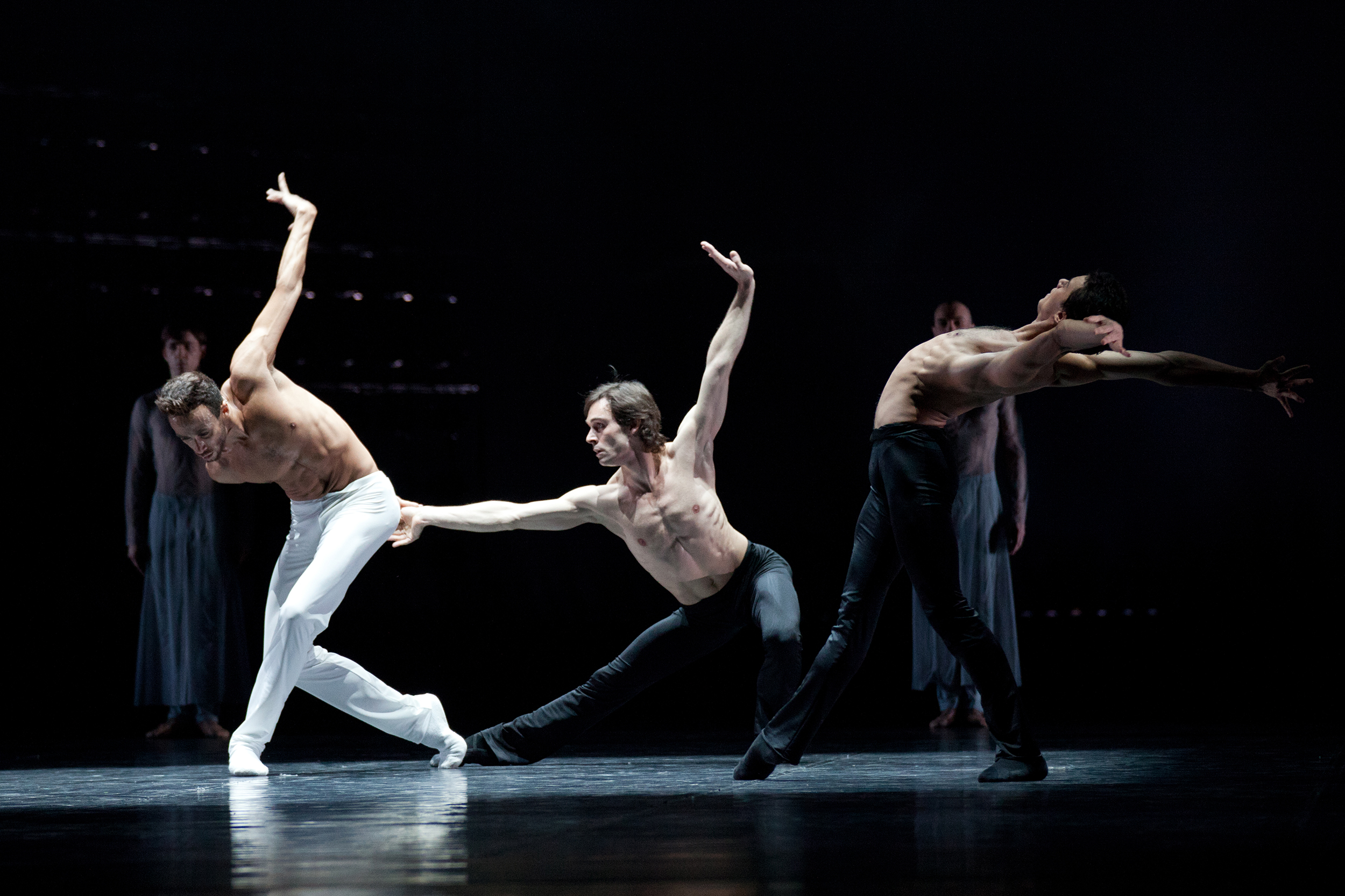
Rubi Pronk, Adam Kozal i Egor Menshikov w balecie Krzysztofa Pastora I przejdą deszcze…, Polski Balet Narodowy

Rubinald Rofino Pronk (ur. 17 lipca 1979 w Hadze) – tancerz holenderski, były solista Holenderskiego Baletu Narodowego i współtwórca duetu Jacoby & Pronk.

## Kariera artystyczna
W wieku 16 lat ukończył Królewskie Konserwatorium Tańca w Hadze i otrzymał angaż w Holenderskim Balecie Narodowym w Amsterdamie, którego został solistą i gdzie pracował pod kierunkiem takich choreografów, jak: George Balanchine, Martha Graham, Frederick Ashton, William Forsythe, Krzysztof Pastor, Jacopo Godani, Paul Lightfoot czy Sol León. Elsevier Magazine okrzyknął go "najbardziej seksownym holenderskim tancerzem baletowym wszech czasów".  
W 2006 roku podjął współpracę z nowojorską grupą taneczną Complexions Contemporary Ballet pod dyrekcją Dwighta Rhodena i Desmonda Richardsona, gdzie tańczył w choreografiach Dwighta Rhodena i Ulyssesa Dove. 
W 2008 roku utworzył z amerykańską tancerką Drew Jacoby niezależną spółkę artystyczną Jacoby & Pronk, która za cel postawiła sobie upowszechnienie tańca wśród jak najszerszego kręgu odbiorców, uczynienie go sztuką egalitarną. Artyści starali się to osiągnąć, łącząc taniec komercyjny i artystyczny oraz próbując stworzyć nową, niebanalną formę sztuki wyrastającą z połączenia niekonwencjonalnych działań artystycznych z pogranicza tańca, muzyki, mody i nowych mediów. Duet współpracował z Holenderskim Baletem Narodowym, zespołem Morphoses / The Wheeldon Comany z Nowego Jorku, a także zrealizował szereg własnych projektów. Pokłosiem współpracy artystów z fotografikiem Alvinem Boothem jest kolekcja filmów Le Beau est toujours bizarre. W sierpniu 2009 roku świat obiegło zdjęcie pary, które ukazało się na okładce nowojorskiego miesięcznika"Dance Magazine".
Zwieńczeniem ich współpracy i ukoronowaniem sukcesu były występy na Holland Dance Festival w Hadze w 2012 roku i tego samego roku na Belgrad Dance Festival, gdzie w duecie oraz we współpracy z innymi tancerzami przez kilka dni prezentowali bogaty program złożony z wielu prac choreograficznych, odnosząc wielki artystyczny sukces. Ostatni raz wystąpili razem podczas gali międzynarodowej nagrody "Benois de la danse" w Teatrze Bolszoj w Moskwie. 
W 2013 roku w Rubi Pronk rozpoczął samodzielną działalność artystyczną pod firmą PRONK, występując na międzynarodowych galach i festiwalach tanecznych na całym świecie, m.in. w marcu tego roku był gwiazdą Dance Salad Festival w Houston.

## Występy w Polsce
W Polsce wystąpił po raz pierwszy w 2007 roku na scenie Teatru Wielkiego - Opery Narodowej z nowojorskim zespołem Complexions Contemporary Ballet. W listopadzie 2009 roku, na zaproszenie Krzysztofa Pastora tańczył gościnnie z Polskim Baletem Narodowym w serii premierowych przedstawień jego baletu Kurt Weill, a w 2011 roku w spektaklu I przejdą deszcze... - także w choreografii Krzysztofa Pastora.
Po zakończeniu kariery tanecznej na stałe mieszka w Londynie.

## Nagrody
- Nagroda im. Alexandry Radius dla najlepszego tancerza Holandii
- Nagroda VSCD Silver Swan za najlepsze wykonania baletowe roku (dwukrotna nominacja)